# 讃陽食品工業
讃陽食品工業株式会社（さんようしょくひんこうぎょう）は、香川県高松市松島町に本社を置く日本の食品メーカーである。

## 概要
瓶詰や缶詰にした食品の自社製造販売および輸入販売を主業務にしている。主要取扱品目として、各種野菜のピクルス、テーブルオリーブ、タマネギやマンゴーを材料にしたチャツネ、ケーパー、オリーブオイルを挙げている。
日本でピクルスとオリーブを最初に販売した企業として知られており、瓶詰は日本各地のスーパーマーケットや各種小売店で販売されている。また、ホテルなどでのワンプレートディッシュに使用されるケースも多い。
近年ではスペイン産オリーブオイルの代表的ブランド「カルボネール」の輸入販売もおこなっており、首都圏 (日本)・関西圏の高級スーパーなどで販売されている。

## 所在地
2021年時点での営業拠点・生産拠点を列挙する。
- 営業拠点
  - 本社：香川県高松市松島町1丁目13-14 九十九ビル7階
  - 営業部：東京都千代田区五番町4-16
  - 西日本営業支店：大阪府大阪市淀川区西中島4丁目5-18 新大阪エイトビル8階
- 生産拠点
  - 商品部・生産部：香川県さぬき市大川町富田西2314